# Geografía de Reunión
Reunión es una isla francesa del archipiélago de las islas Mascareñas, al este de la isla de Madagascar, que desde 1946 constituye un departamento de ultramar. Es una isla de origen volcánico de formación reciente, ubicada en el suroeste del Océano Índico. La diagonal Noroeste/Este mide 75 km, la diagonal Noreste/Suroeste alcanza 55 km. Está formada por una elevada meseta central dominada por importante conos volcánicos de más de 2.500 m de altitud.

## Situación

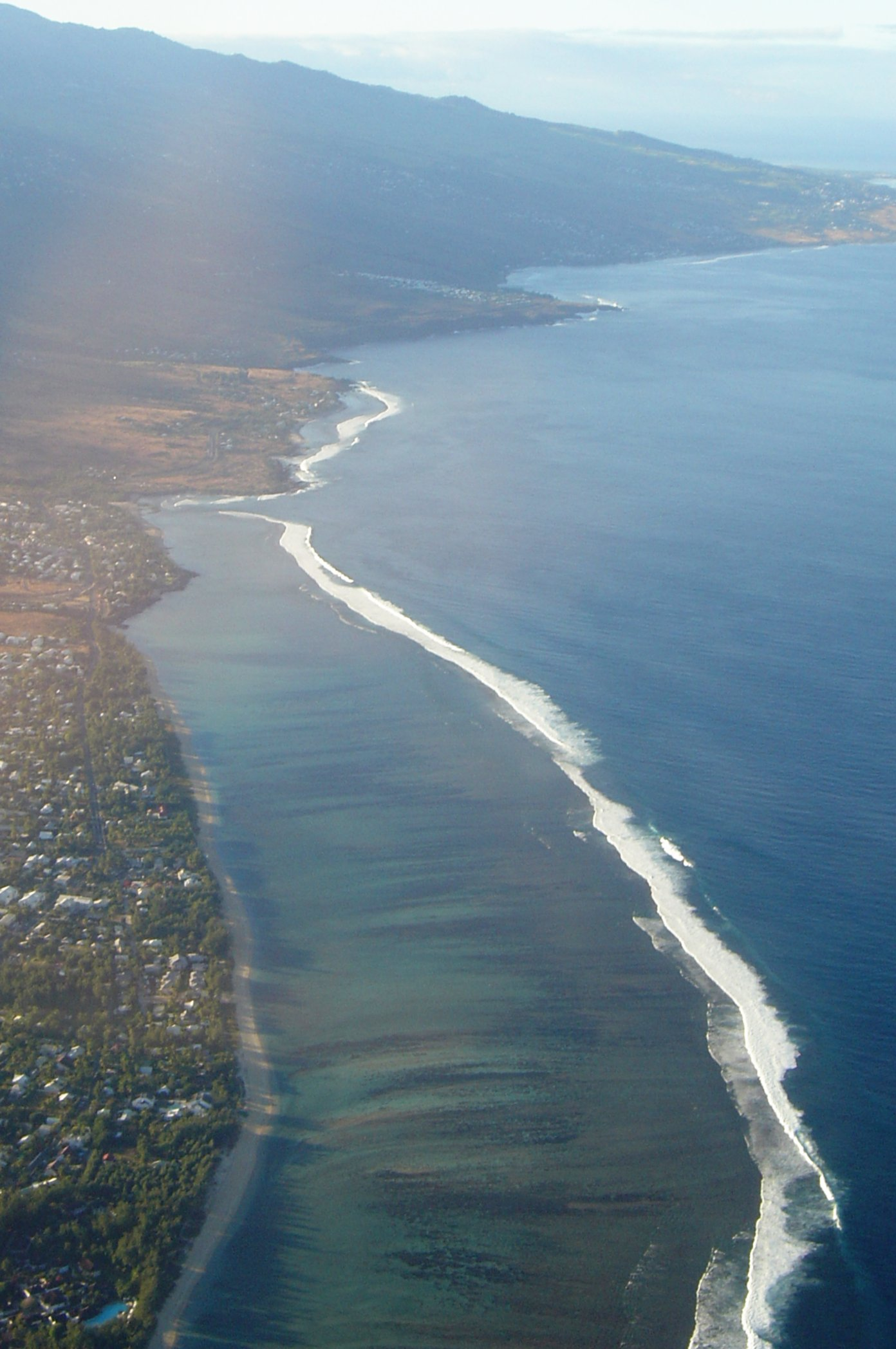
Lagon coralino en la costa oeste

Ubicada en el Océano Índico a 55°32′ de longitud este y a 21°7′ de latitud sur, por encima del Trópico de Capricornio, La Reunión está a 210 km de la Isla Mauricio, a 800 km de Madagascar y a 9200 km de París. Forma parte, con la isla Mauricio y la isla Rodrigues del Archipiélago de los Mascareñas.
La isla sita en medio de la placa africana nació de la actividad de un punto caliente, anomalía térmica de la corteza terrestre, producto de 5 millones de años de erupciones volcánicas del Pitón de las Nieves (3 070,5 m)  y después del Pitón de la Fournaise (activo - 2 631 m), de los que sólo el 1/32.º del volumen total emerge, hundiendo todo su peso sobre la corteza oceánica, un « piso » además tapizado de sedimentosmarinos formando una base incierta para tal edificio. La corteza oceánica se hunde gradualmente capaz de una cierta flexibilidad,  (flexión litoesférica).
Nacido a 4 500 m en el fondo del océano y después de una actividad volcánica intensa, el Pitón de las nieves emergió hace unos 3 millones de años. La isla se formó en torno al Pitón fuera del agua, y es en este momento cuando emergió a su vez el Pitón de la Fournaise, hace 500 000 años.
Después de una intensa actividad y de  erupciones explosivas de los dos volcanes, el Pitón de las Nieves se calmó y tuvo su última erupción hace unos 12 000 años, pero el corazón permaneció todavía caliente con una temperatura de unos 200° hacia los 2000 metros de profundidad; de donde proceden las fuentes hidrotermales de la región de Cilaos. Toda la historia volcánica de la isla está reunida en la Ciudad del Volcán en Villa-Murat sobre la carretera que atraviesa la isla, de Saint Pierre a Saint Benoit.

## Topografía

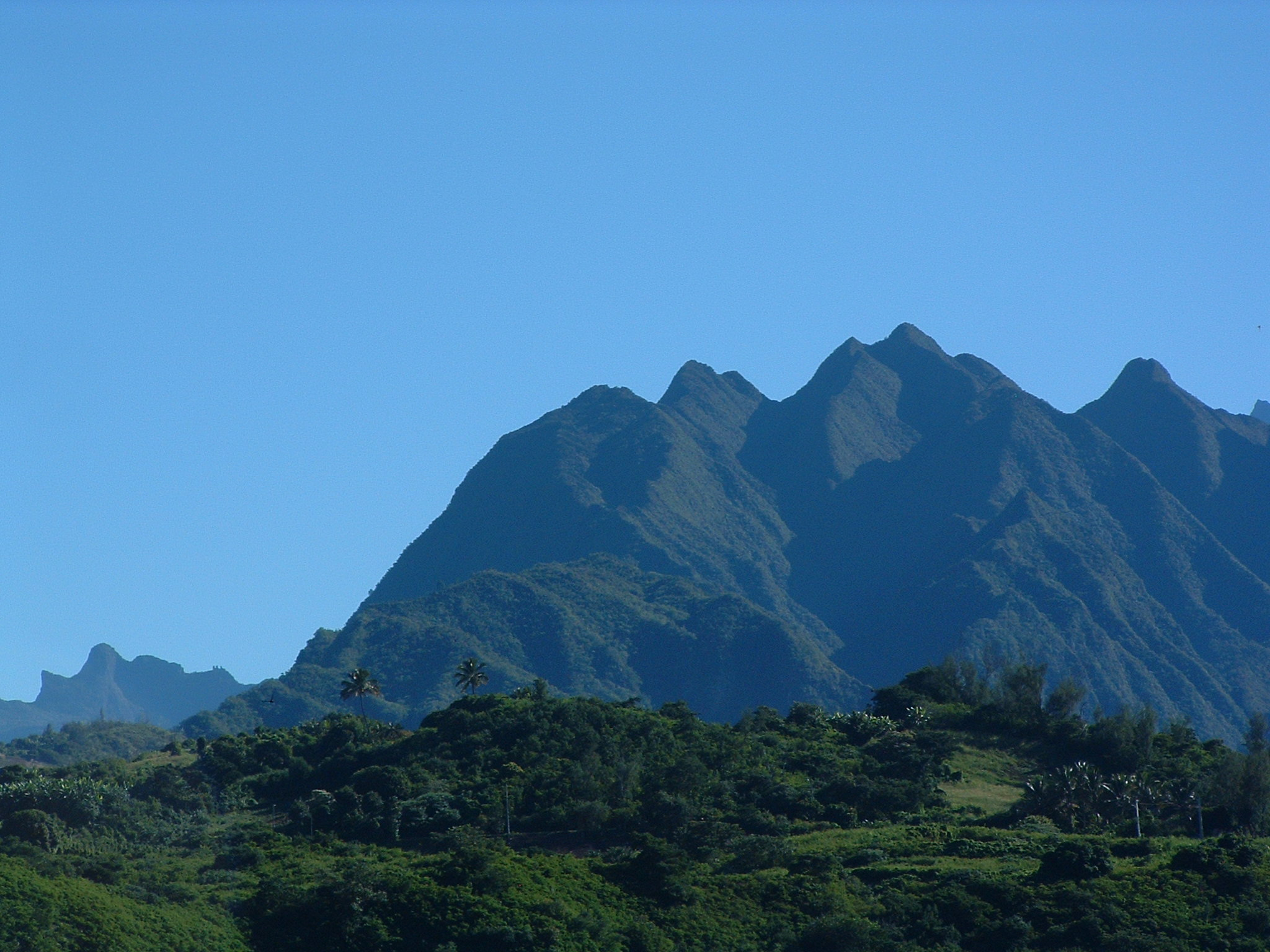
El circo de Cilaos visto de las alturas de Saint-Pierre

El relieve de la isla es muy accidentado, particularmente en cuanto se aleja del litoral. La roca volcánica es progresivamente erosionada por las precipitaciones tropicales. La Reunión, la  isla más joven del Archipiélago de las Mascareñas es también el punto culminante con el Pitón de las Nieves que alcanza los 3 069 m. La erosión ha oradado tres circos naturales en este volcán apagado: Cilaos, Mafate y Salazie. Ciertos pueblos en estos circos no son accesibles por carretera sino únicamente por helicóptero o a pie. El resto de la isla es muy escarpada, especialmente en las Alturas donde se encuentra numerosos ríos y cascadas que excavan barrancos profundos de vegetación lujuriante.

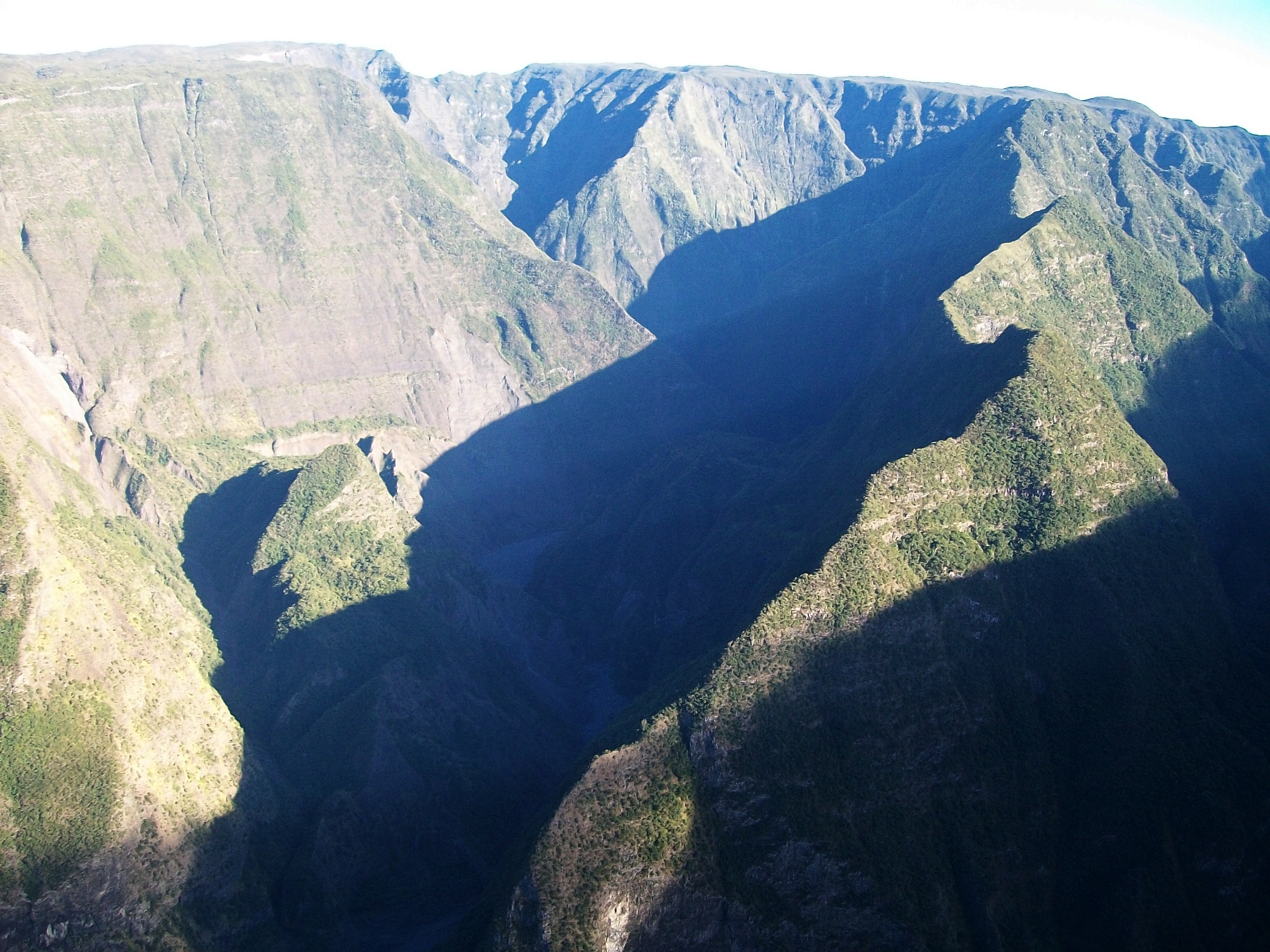
Gran Cuenca vista desde el mirador del Bosque Corto

Debido a la relativa juventud de la isla, el litoral es también muy accidentado y el océano ataca con violencia de enormes rocas por las que andar es muy difícil. El Grande brulé es la parte oriental de la Isla, región estriada por las últimas grandes coladas de lava solidificada que caen hasta la mar.
El litoral occidental resguarda los lagons de la isla entre Saint-Gilles y Saint-Pierre. Se encuentran allí playas de arena blanca y de arena negra (en el Estanque Salado).

## Clima

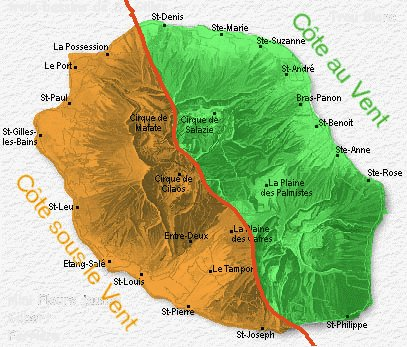
Costa a barlovento y costa a sotavento.

El clima está dominado por los alisios, que soplan del sudeste. Por tanto, la mitad de la isla afectada por los vientos es rica en cascadas y en paisajes verdes, y la precipitaciones superan los 4.000 mm anuales. El oeste y noroeste, en cambio, a resguardo del viento, es más seco, con menos de 700 mm anuales. En esta parte se encuentran las playas y hace buen tiempo casi todo el año. Un gran proyecto es traer las aguas de la vertiente este a la oeste.
Asimismo, existen dos estaciones :
- Hay un periodo seco, durante « el invierno austral » es decir de marzo a septiembre, donde hace generalmente buen tiempo −25 °C en la costa).
- El periodo de las lluvias, en verano, de diciembre a marzo −33 °C en la costa) está sometida al paso de varias depresiones tropicales.

En Saint Denis, al norte de la isla, caen 1.660 mm anuales en 119 días. Los meses húmedos, de diciembre a marzo, se superan los 200 mm mensuales, y los meses secos, de junio a noviembre, bajan de 100 mm, con un mínimo de 45 mm en octubre, con solo 7 días de lluvia.
Ver también :
- Ciclón tropical
- Zona intertropical

## Geografía humana

### División administrativa
La cabeza de partido de la isla es Saint-Denis, ubicada al norte de la isla ; los subprefecturas están ubicadas en Saint-Pierre al sur, Saint-Paul al Oeste y Saint-Benoît al Este.
Entre las demás ciudades de entidad, se citará : El Tampón, Saint-Louis, Saint-André y El Puerto. Ubicadas en la costa oeste, las estaciones balnearias más reputadas son Saint-Gilles en el municipio de Saint-Paul y Saint-Leu.
Ver: Comunas de La Reunión

### Entramado urbano
- Demografía de La Reunión

## Medio ambiente

### Flora

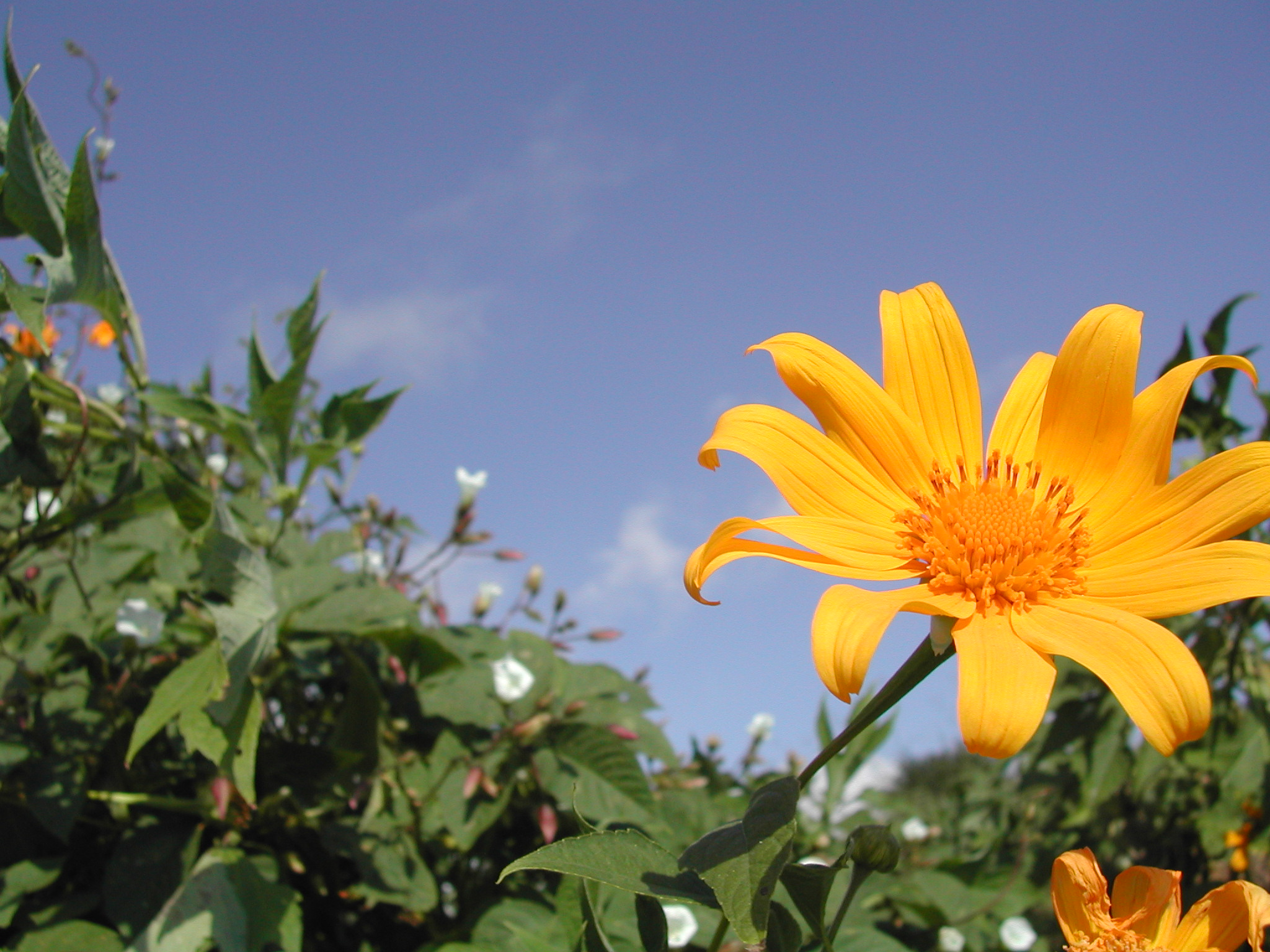
La flora en las proximidades del Estanque Azul, en las Alturas al oeste de La Reunión.

A causa de su relieve, La Reunión cuenta con una multitud de microclimas que han favorecido el desarrollo de una fauna y de una flora endémicas. Desde que la isla está poblada, los hombres han llevado también plantas, árboles y  animales que venían de otros continentes. Muchos llegaron de zonas tropicales como el manguier (Asia) o el árbol del viajero (Madagascar) pero algunos llegaron de zonas más templadas.
Ver :
- Higuera de Barbarie
- Tamarin de las Alturas
- Vacoa
- Vainilla
- Lista de los parques y jardines de la isla de La Reunión

### Fauna

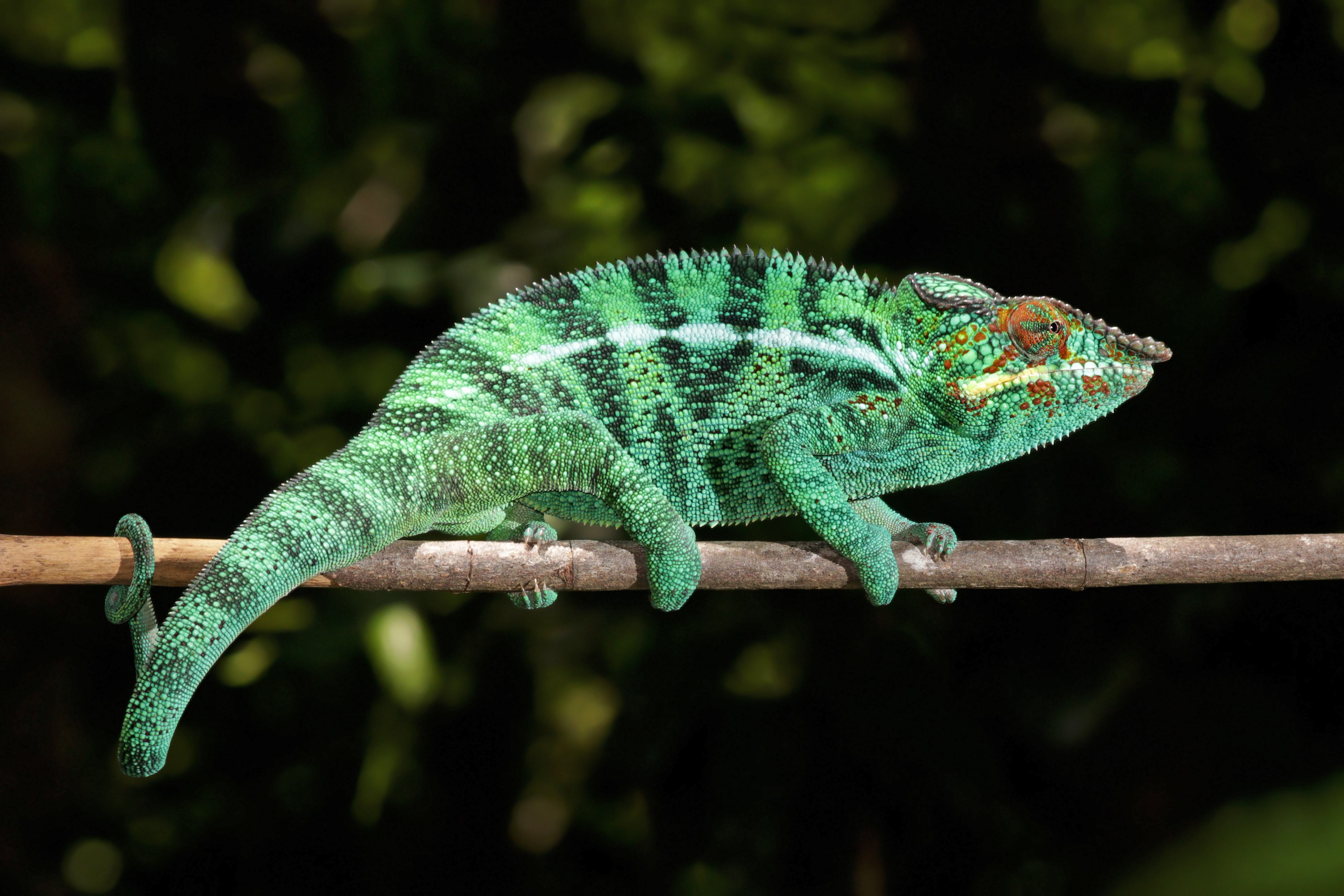
Camaleón Pantera (Dormido de La Reunión).

A causa de su relieve y de su historia, La Reunión cuenta con una multitud de especies animales endémicas, y sobre todo con gran número de pájaros.
Ver :
- Lista de las especies de pájaros de La Reunión
- Polistes hebraeus

Ciertas especies, no endémicas, son en cambio mejor conocidas :
- Dormido de La Reunión
- Tangue

## Áreas protegidas de Reunión

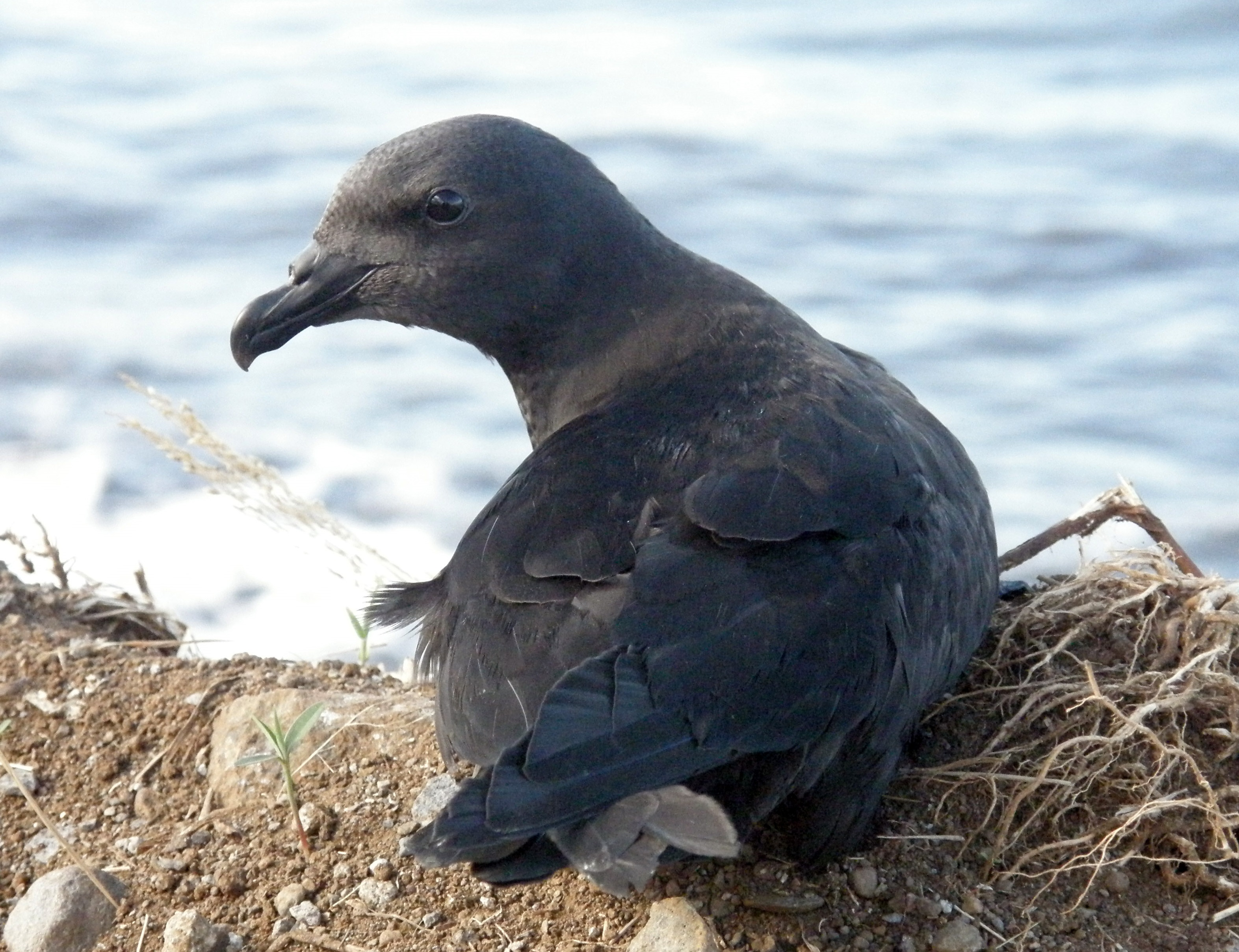
Petrel de Reunión

En las isla de Reunión hay 33 zonas protegidas, que cubren 1.600 km² de la superficie terrestre, el 63% de la superficie total de la isla, y 41 km² de áreas marinas, el 0,01% de los 316.500 km² que pertenecen a la isla. Entre estas hay 1 parque nacional, 2 reservas naturales (la laguna de Saint-Paul y la Reserva marina de Reunión), 7 reservas biológicas forestales, 18 zonas de conservación del litoral y 3 biotopos protegidos.
- Parque nacional de Reunión. El único parque nacional cubre el 42% de la isla, 1.055 km². Incluye los circos de Cilaos, Mefate y Salazie, el pico de las Nieves y el pico del Horno (de la Fournaise). Posee unas 230 especies de plantas y numerosas aves endémicas.

### BirdLife International
BirdLife International reconoce 8 IBAs (Important Bird and Biodiversity Areas), que cubren 216 km² en las que hay 56 especies de aves, de las que 6 están amenazadas y 7 son endémicas.
- Grand Bassin - Le Dimitile, 3.000 ha. Vertiente sur del volcán Pitón de las Nieves, separado de la cima por el circo de Cilaos en forma de un escarpe atravesado por ocho torrentes. Bosque y plantas endémicas. Zona de cría del petrel de Reunión y las especies nativas de la isla.[4]

- Grand Bénard - Tapcal, 1.500 ha. Incluye los picos, acantilados y crestas que surgen del Gran Bénard (2.896 m), con partes del circo de Cilaos (el Tapcal) y el circo de Mafate. Cimas peladas y matorral en las laderas. Crían el petrel de Reunión y el petrel de Barau.

- Boca del Circo de Salazie, 1.780 ha. Cubre las gargantas del río Mat, que surge del circo de Salazie, y el Bras de Caverne, que drena la meseta de Bélouve, de 160 a 1.430 m de altura. Roquedos y bosque de niebla. Colonias importantes de pardela de Audubon, aguilucho lagunero de Reunión y salangana de las Mascareñas.

- Pitón de las Nieves - Gros Morne, 2.000 ha, Cubre las cimas del Piton des Neiges (3.070 m) y el Gros Morne (2.991 m), punto de encuentro de los tres circos de la isla. Zonas altas roca volcánica y zonas bajas 2.000-2.800 m matorral. Petrel de Barau.[5]

- Llano de los Chicots -Llano de Affouches, 3.688 ha. Montañas del norte de la Reunión. De la cresta del circo de Mafate hacia Saint-Denis. La garganta del río Saint-Denis corta la meseta formando dos planicies separadas, Affouches al oeste y Chicots al este. De 1000 a 1500 m bosque montano dominado en altitud por el endémico tamarindo de las tierras altas.<Por encima de 1.600 m, matorral, y en partes más bajas plantaciones de Cryptomeria japonica. Zona de cría del oruguero de Reunión y pardela de Audubon.

- Torrente de la Grande Chaloupe, 825 ha. Valle en la zona más seca de la isla, entre Saint Denis y La Possession. Bosque siempreverde de tierras bajas y acantilados costeros. Zona de cría del aguilucho lagunero de Reunión y salangana de las Mascareñas, entre otras especies nativas.[6]

- Río de Marsouins - Grand Etang, 1.800 ha. Torrenteras del río Marsouins y el lago de Grand Etang, de unas 30 ha, formado por el bloqueo de la lava procedente del volcán de la Fournaise. Bosque de tierras bajas. Zona de cría de pardela de Audubon y aguilucho lagunero de Reunión, entre otros.

- Río des Remparts - Río Langevin, 7.000 ha. Torrentes del extremo sur de la isla, separados por una estrecha meseta cultivada y una cresta salvaje. Zona de inundaciones y deslizamientos, entre 100 y 2.320 m, bosque montano húmedo, matorral y roquedo. La mayor densidad de la isla de pardela de Audubony de aguilucho lagunero de Reunión.[7]